# Àcid perfluorooctanoic
L'àcid perfluorooctanoic (PFOA), també conegut com a C8 i perfluorooctanoat, és un àcid carboxílic perfluorat i tensioactiu sintètic. Una aplicació industrial és com a agent tensioactiu en la polimerització d'emulsió de fluoropolímers. S'ha utilitzat en la fabricació de béns de consum prominents, com el Tefló. El 2013, Gore-Tex va eliminar l'ús de PFOAs en la fabricació dels seus teixits funcionals resistents a la intempèrie. El PFOA ha estat fabricat de la dècada del 1940 ençà en quantitats industrials. També està format per la degradació de precursors tals com alguns fluorotelòmers.
A causa de l'acumulació de la seva toxicitat i la seva persistència, està classificat a Europa sota la regulació REACH com a "substància molt preocupant" i, per tant, autorització presentada, i que s'haurien de substituir en la mesura del possible per molècules alternatives. El govern noruec la classifica com a substància perillosa prioritària (la llista de prioritats)